# Lucy Besson
Lucy Besson, pseudoniem van Ludmila Bessonova (Novokoeznetsk, 7 april 1959) is een Nederlands-Russische kunstenares. Sinds 1991 is zij woonachtig en werkzaam in Nederland waar zij bekend werd met haar portretten en documentaires over Nederlandse kunstenaars en fotografie.

## Biografie
Besson is geboren in de Sovjet-Unie en groeide op in Novokoeznetsk, een grote industriële stad in Siberië. In 1980 studeerde zij af aan het Kemerovo Regional Art College waarna zij enkele jaren werkzaam was als docent Beeldende Kunst. Ze besloot zich verder te gaan ontwikkelen en studeerde in 1987 met lof af aan de Stroganov Moscow State Academy of Arts and Industry in Moskou, een van de oudste scholen in Rusland voor kunst en vormgeving, met een specialisatie in decoratieve stoffen en monumentale textiele vormen.
Tot ongeveer 1990 was zij op diverse plekken in Rusland werkzaam als ontwerpster. Onderweg naar een expositie in Londen om haar textiele werk te tentoonstellen deed zij met haar man, toen de expositie werd afgelast, een bezoek aan Nederland. Hier besloot het echtpaar vanwege de onzekere politieke situatie in Rusland in 1991 in Nederland te verblijven. Zij kregen beiden een verblijfsvergunning op basis van cultureel belang.

## Portretwerk
Sinds haar verblijf in Nederland is portretwerk geleidelijk aan een centralere rol in haar werk gaan spelen. Besson begon naast de schilderkunst ook video en fotografie in haar werk te incorporeren en portretteert onder andere in opdracht voor bedrijven en families van adel. Door de afwezigheid van narratieve structuren in haar portretten probeert zij de menselijke essentie van haar modellen, afgezet tegen een abstracte achtergrond, te tonen. Haar ervaringen met en haar visie op de portretschilderkunst heeft ze in 2021 uiteengezet in haar boek ‘Searching for the Soul’.

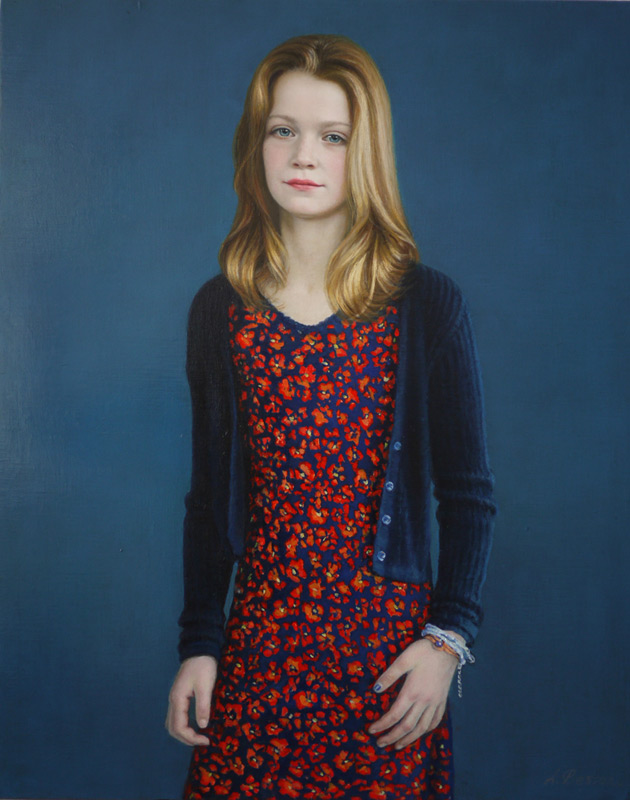
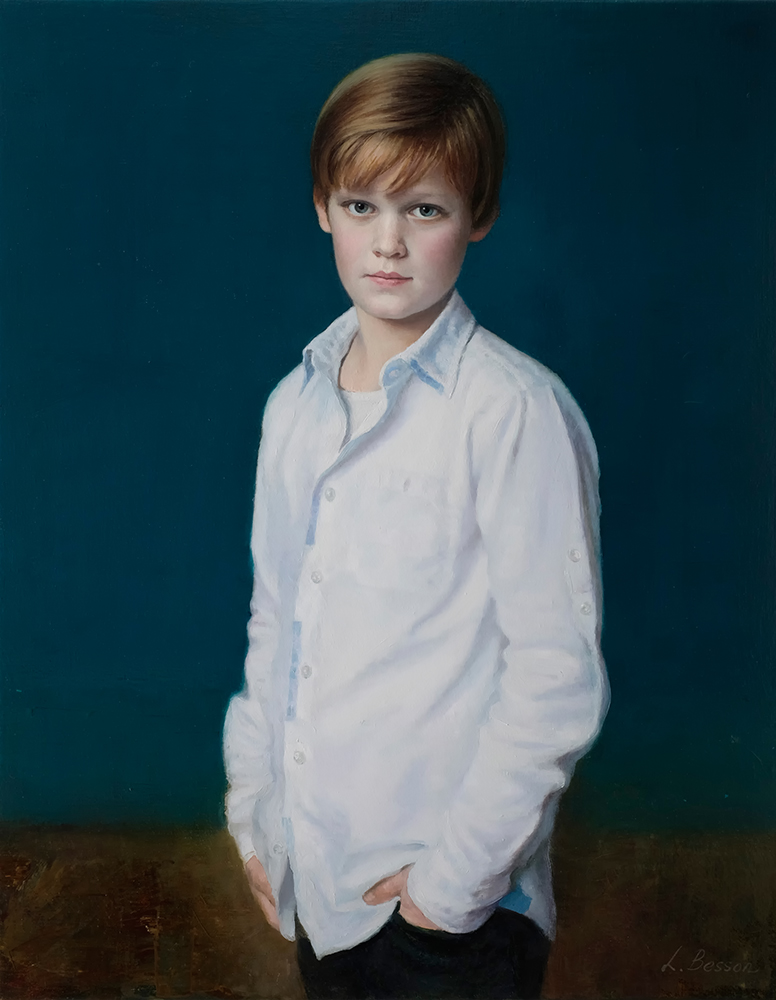
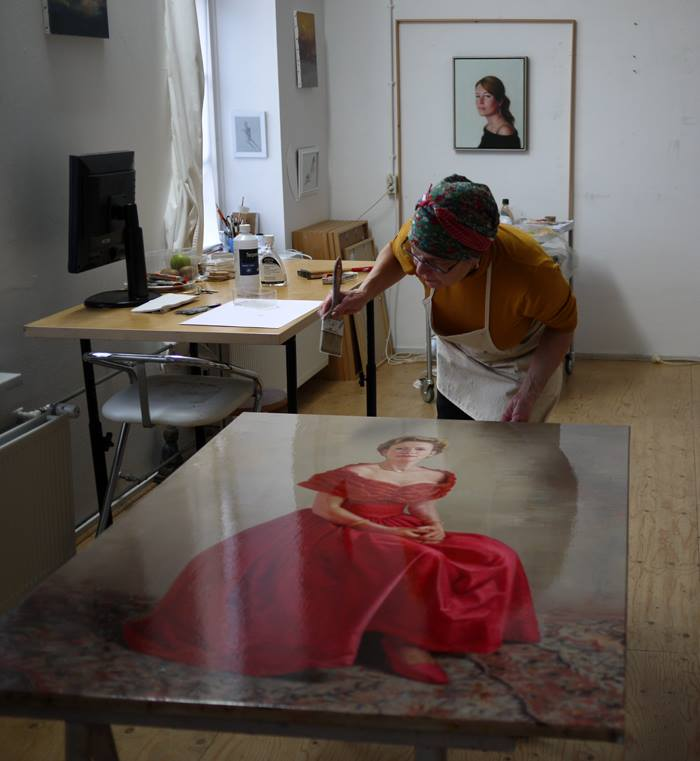

## Fotografie en video
Besson beschouwt haar video- en fotografie werk als visuele poëzie. Door middel van beeldmateriaal, video-stills en geënsceneerde fotografie poogt zij zo haar eigen realiteit te scheppen, waarin de mens als een mysterie wordt opgevoerd. Haar digitale printen wonnen in 2018 tijdens de II International Triennial of Contemporary Graphics in Novosibirsk de tweede plaats in de categorie experimentele graphics. Haar fotoserie ‘INSOMNIA’ werd gepubliceerd in GUP: New Dutch Photography Talent 2016.

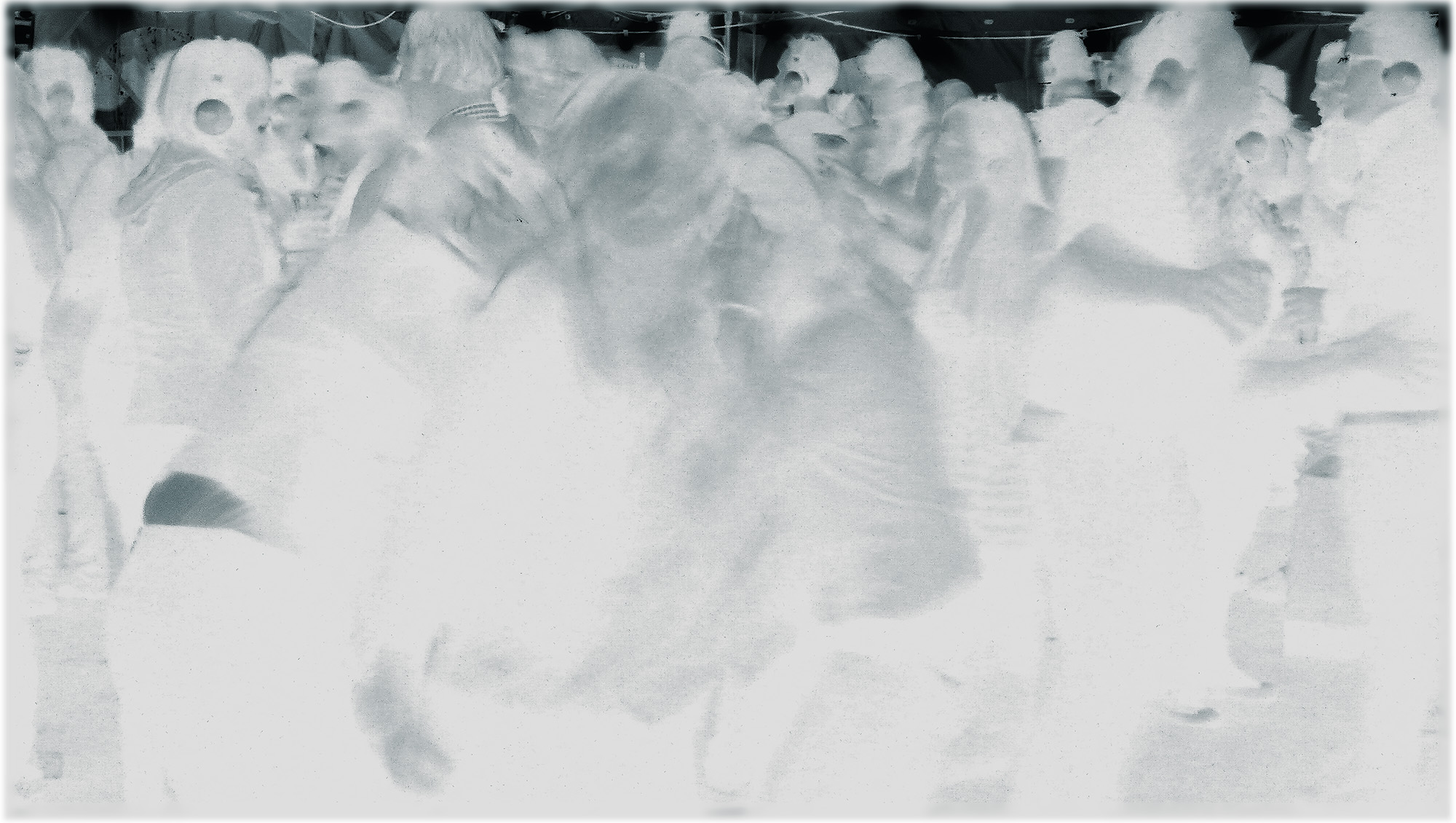

## Tekenkunst
In haar tekeningen zoekt Lucy naar innerlijke rust, licht en sensualiteit. Ze streeft ernaar om te werken met eenvoudige, duidelijke vormen. Het gebruik van ouderwetse technieken, zoals vloeibaar roet (bister) op papier in combinatie met een klassieke tekenstijl, verscherpt het eindresultaat. Haar goed getroffen naakten tonen ons hun kwetsbare kant. Ze weet erotiek op te roepen met minimale middelen. Het werk is van de hand van een klassieke kunstenaar, ze kent het lichaam en het materiaal door en door en dat voel je. Haar werken zijn door de Belgische vakjury van Festival International de l'Aquarelle 2021 geselecteerd voor expositie.

## Waardering
Besson’s kunstwerken, fotografie en films zijn op diverse plekken in Nederland en buitenland tentoongesteld vertoond en beloond met prijzen.
- 2018 - 2e Internationale Driejaarlijkse van Hedendaagse Grafische Kunsten in Novosibirsk, Rusland, 2e prijs in de categorie experimentele grafiek
- 2016 - New Dutch Photography Talent 2016, GUP Magazine, Amsterdam, Nederland
- 2014 - "Portret Koning Willem-Alexander" voor de Raadzaal Gemeente Veenendaal, 2e prijs
- 2007 - XI International filmfestival voor tv-programma’s en documentaires in Chanty-Mansiejsk, Rusland, 2e prijs voor de film "Eigen mythe scheppen", nominatie tv-portret, categorie scenarist en regisseur.
- 1987 - Zilveren medaille voor ontwerp decoratieve stoffen, Internationale Textiel Beurs in Hamburg, Duitsland

## Media/Publiciteit (selectie)
- 2020 - Timescapes - Ugenda, Monochrome Foto's van Lucy Besson[8]
- 2018 - Vertoning in journaal van Novokoeznetsk[9]
- 2015 - Opening "Insomnia"[10]
- 2015 - Norwich, Exhibition War and Peace[11]
- 2014 - Vertoning in het tv-programma "Gewone bijzondere mensen" van omroep RTV Nijmegen1 door Jan Leisink[12]
- 2010 - Vermelding in dichtbundel Poëziepuntgl in bijdrage Uriel Schuurs, "Voor het Voetlicht: Lucy Besson, een stofje in de zee van tijd"[1]
- 2003 - Vertoning in het tv-programma "Voor en Tegen" van de Humanistische Omroep
- 2002 - Vertoning in het tv-programma Kunstblik-Kort van de AVRO
- 1998 - Vertoning in het tv-programma Kunstblik van de AVRO
- 1994 - Bijdrage aan de documentaire "Muur in mijn gezicht" van de AVRO

## Openbare collecties
Besson's werk is op diverse plekken zowel nationaal als internationaal opgenomen in openbare collecties.
- Gemeente Beuningen
- Chamber of Commerce and Industry (Duitsland), Aken
- Hogeschool van Arnhem en Nijmegen
- Museum het Valkhof, Nijmegen
- Depotcollectie van de Koninklijke Bibliotheek
- Museum Hedendaagse Kunst in Novokoetznetsk, Rusland
- Novosibirsk State Art Museum, Rusland
- Paleis van Justitie, Arnhem
- CBK, GBK, Arnhem
- Sint Maartenskliniek, Nijmegen

## Publicaties
Besson publiceerde een aantal boeken over haar werk.
- Searching for the Soul, 2021
- Insomnia, 2016
- Catching the Soul, 2011